# Franz Wenzel von Kaunitz-Rietberg
Franz Wenzel hrabia von Kaunitz-Rietberg (ur. 2 lipca 1742 w Wiedniu, zm. 19 grudnia 1825 tamże) – generał artylerii (niem. Feldzeugmeister) Armii Cesarstwa Austriackiego.

## Życiorys
Urodził się w 1742 roku, pochodził z morawskiej rodziny szlacheckiej. Był trzecim synem Wenzela Antona von Kaunitza i Marii Ernestine von Starhemberg. Nie ożenił się.
Służył w wojnie siedmioletniej (1756–1763) i w czasie rewolucji francuskiej (1789–1799). Wyróżnił się w bitwie pod Torgau (3 listopada 1760), gdzie został poważnie ranny. Był członkiem loży wolnomularskiej w Brnie. W 1794 został mianowany na stopień generał artylerii, a 4 stycznia 1806 przeniesiony do rezerwy.
W latach 1774–1785 był szefem Pułku Piechoty Nr 38 (rozwiązanego w 1809), a od 1785 do śmierci szefem Galicyjskiego Pułku Piechoty Nr 20.